# Unwort
Unwort (tłum. antysłowo) – termin w zakresie mowy i krytyki, który określa brzydką mowę lub niechciane słowo.

## Wykorzystanie

### Państwa niemieckojęzyczne
W Niemczech, Austrii i Szwajcarii co roku odbywa się konkurs na „antysłowo”, który nazywa się Unwort des Jahres (tłum. antysłowo roku). Jury konkursu skupia się na manipulacjach językowych, które służą zaciemnianiu, fałszowaniu, ukrywaniu faktów i intencji. Wydarzenie prowadzone jest od 1991 roku pod nazwą. Każdy może zgłaszać słowa i zwroty z potocznego języka, które w przytoczonym zastosowaniu stają się przedmiotem manipulacji językowej. Wyboru „antysłowa roku” dokonuje niezależne jury, złożone z wybitnych językoznawców. Wyniki ogłaszane są w środkach masowego przekazu, w szczególności w periodyku „Der Sprachdienst”.

### Państwa anglojęzyczne
Od 1974 roku w krajach anglojęzycznych organizacja National Council of Teachers of English (NCTE) przyznaje Doublespeak Award za podobne dokonania językowe.

### Polska
W Polsce podobną rolę pełni plebiscyt „Srebrne Usta”.
30 maja 2007 roku tygodnik „Polityka” ogłosił konkurs na „Antysłowo IV RP”.